# 朴鐘顕
朴 鐘顕（パク・チョンヒョン、1975年7月22日 - ）は、在日韓国人の漫画雑誌編集者。元講談社社員。

## 来歴
大阪府堺市出身。両親は実業家で、朴本人も母親が経営する企業の取締役に名を連ねる。大阪府立三国丘高等学校、京都大学法学部を卒業後、1999年（平成11年）に講談社へ入社し、週刊少年マガジン編集者となる。2009年、別冊少年マガジンを初代編集班長として立ち上げる。2013年にマガジンSPECIAL編集班長、2016年にモーニング編集次長
に就任。
週刊少年マガジン編集者としては「GTO」「七つの大罪」などを担当した
。
別冊少年マガジン編集班長として創刊時に示した編集方針から連載に至った作品の中には「進撃の巨人」「惡の華」があるが

、「進撃の巨人」の立ち上げ担当であったという一部報道に対してはモーニング編集長が公式声明として否定している。
また「聲の形」は第80回週刊少年マガジン新人漫画賞で入選したものの聴覚障害者に対するいじめをテーマにしていたことから掲載が凍結されていたが、弁護士や全日本ろうあ連盟などと協議を重ねたすえ、別冊少年マガジンでの掲載と週刊少年マガジンでの連載を実現させた。また、2011年から2013年にかけて朝日新聞誌上で「子どもを読む」というコラムを連載していた。

## 妻殺害の罪での裁判
2017年1月10日、前年8月9日に自宅で妻を殺害したとして殺人の疑いで逮捕された。朴は当初は事故死を主張したが、その後「子どもに妻が自殺したと知られたくなかった」と説明して自殺を主張し、一貫して無罪を主張しており、友人に加えて亡妻の親族も朴を支援している。
2019年3月7日、裁判員裁判で行われた東京地方裁判所（守下実裁判長）での第一審では懲役11年の有罪判決となった。朴は無罪を主張し控訴した。
2021年1月29日、東京高等裁判所（中里智美裁判長）での控訴審でも第一審判決が支持された。朴は無罪を主張し上告した。
なお、最高裁判所での審理中の2022年4月20日、NHKのクローズアップ現代が有罪判決に疑義を唱える報道を行った。
2022年11月21日、最高裁第一小法廷（山口厚裁判長）は、朴の自殺の主張を否定した高裁判決を審理不尽の違法、事実誤認の疑いがあるとして破棄し、審理を高裁に差し戻した。裁判員裁判の有罪判決を高裁が支持した事件で、最高裁が高裁判決を破棄したのは初めてである。
2024年7月18日、東京高裁（家令和典裁判長）は、差し戻し控訴審で、被告側の控訴を棄却、一審・東京地裁の裁判員裁判の判決を維持し、懲役11年の有罪判決を下した。朴は無罪を主張し上告した。
2025年3月11日、最高裁第二小法廷（草野耕一裁判長）は朴の上告を棄却した。これにより懲役11年の判決が確定した。